# 食道裂孔ヘルニア
食道裂孔ヘルニア（しょくどうれっこうヘルニア、英語: hiatal hernia）は、元来腹腔内にあり食道裂孔よりも挙上するべきでない胃の一部が胸腔内へ逸脱した病態を指す。
逆流性食道炎（あるいは胃食道逆流症 : gastro-esophageal reflux disease; GERD）を引き起こすことがある。